# Kelly Shoppach
Kelly Brian Shoppach (né le 29 avril 1980 à Fort Worth, Texas, États-Unis) est un receveur de baseball évoluant dans la Ligue majeure avec les Mariners de Seattle.

## Carrière

### Scolaire et universitaire
Il joue en universitaire chez les Baylor Bears où il enregistre une moyenne au bâton de .333, héritant du Johnny Bench Award récompensant le meilleur receveur au bâton sur l'ensemble du pays. Il est également désigné comme le joueur de l'année 2001 en Big 12 Conference et nommé parmi l'équipe première des All-American la même année.

### Professionnelle

#### Red Sox de Boston
Drafté au deuxième tour de sélection par les Red Sox de Boston en 2001, Shoppach passe quatre saisons en ligues mineures avant d'effectuer ses débuts en ligue majeure sous l'uniforme de Boston en 2005. Il participe à 15 matches pour 15 passages à la batte pour 7 retraits sur des prises et aucun coup sûr.

#### Indians de Cleveland

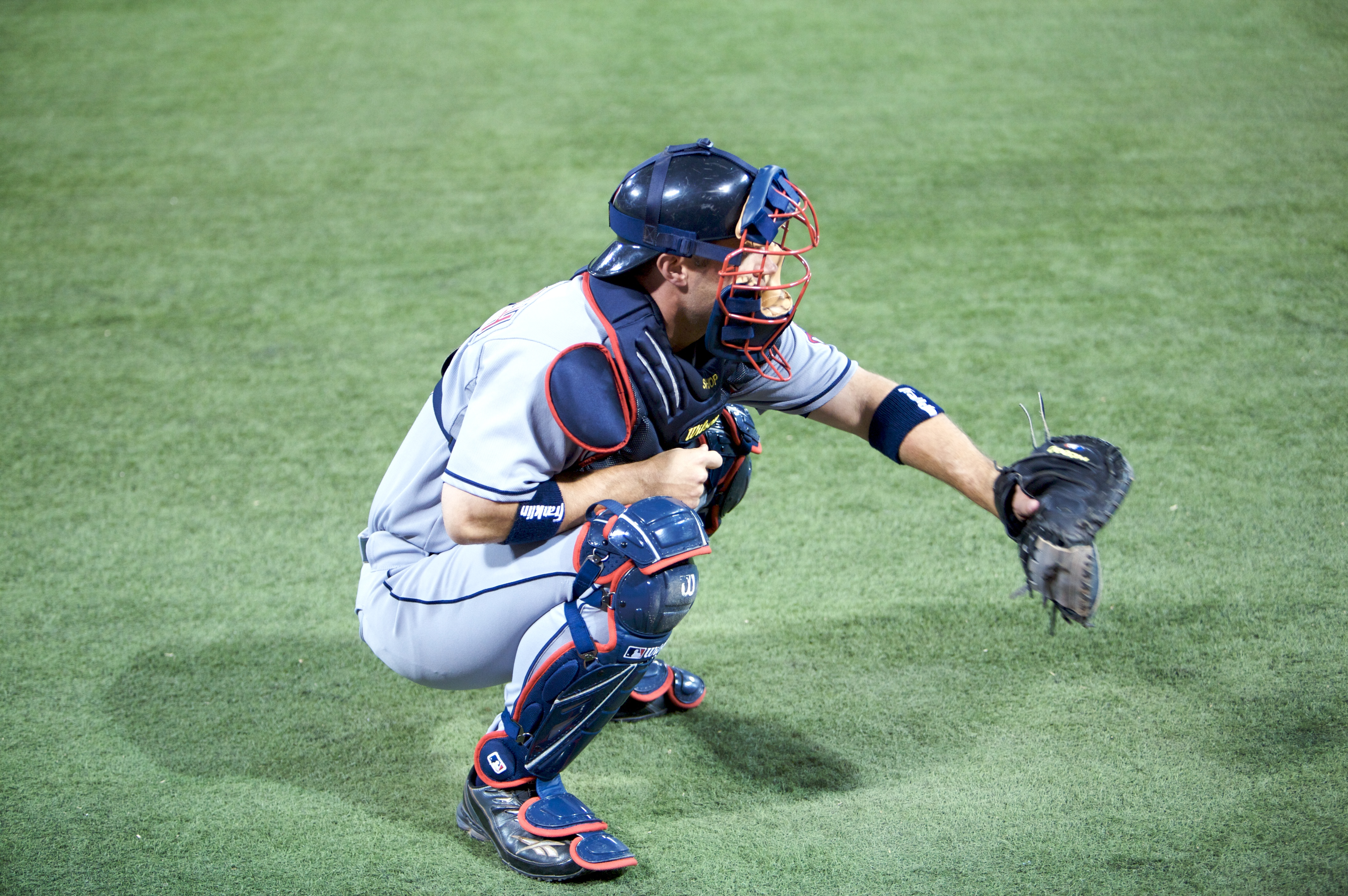
Shoppach derrière le marbre en 2008 pour les Indians.

Il est transféré des Red Sox chez les Indians le 27 janvier 2006. Il prend part à 41 parties avec les Indians en 2006 pour 110 présences au bâton pour une moyenne de .245. En 2007, Shoppach compte 59 parties jouées pour une moyenne de .261. Il est la doublure de Víctor Martínez, mais ces deux joueurs font parfois partie de l'alignement partant, Martínez évoluant alors en première base. En 2008, la longue blessure de Víctor Martínez permet a Kelly Shoppach d'évoluer comme titulaire au poste de receveur.

#### Rays de Tampa Bay
Shoppach est transféré chez les Rays de Tampa Bay le 1er décembre 2009 en retour du lanceur Mitch Talbot.
Shoppach est réserviste à Tampa Bay pendant deux saisons. Il frappe chaque fois sous la ligne de Mendoza avec de faibles moyennes au bâton de ,196 et ,176 en 2010 et 2011 respectivement. Il se distingue toutefois dans le premier match des Rays en séries éliminatoires de 2011 alors qu'il claque deux coups de circuit et produit cinq points aux dépens des Rangers du Texas. Shoppach termine cette Série de divisions Tampa-Texas avec six points produits mais les Rays subissent l'élimination.

#### Retour chez les Red Sox de Boston
Le 13 décembre 2011, Kelly Shoppach signe un contrat d'un an pour 1,35 million de dollars avec les Red Sox de Boston. Il frappe pour ,250 avec 5 circuits et 17 points produits en 48 matchs pour Boston.

#### Mets de New York
Les Red Sox transfèrent Shoppach aux Mets de New York le 14 août 2012 en retour du lanceur Pedro Beato. Il ne frappe pour ,203 en 28 parties chez les Mets, pour compléter 2012 avec cinq circuits, 17 points produits et une moyenne au bâton de ,233 en 76 matchs pour Boston et New York.

#### Mariners de Seattle
Le 7 février 2013, Shoppach signe un contrat d'une saison avec les Mariners de Seattle.

## Statistiques
| Saison | Équipe    | G   | AB   | R   | H   | 2B | 3B | HR | RBI | SB | BA   |
| ------ | --------- | --- | ---- | --- | --- | -- | -- | -- | --- | -- | ---- |
| 2005   | Boston    | 9   | 15   | 1   | 0   | 0  | 0  | 0  | 0   | 0  | .000 |
| 2006   | Cleveland | 41  | 110  | 7   | 27  | 6  | 0  | 3  | 16  | 0  | .245 |
| 2007   | Cleveland | 59  | 161  | 26  | 42  | 13 | 0  | 7  | 30  | 0  | .261 |
| 2008   | Cleveland | 112 | 352  | 67  | 92  | 27 | 0  | 21 | 55  | 0  | .261 |
| 2009   | Cleveland | 89  | 271  | 33  | 58  | 14 | 0  | 12 | 40  | 0  | .241 |
| 2009   | Tampa Bay | 63  | 158  | 17  | 31  | 8  | 0  | 5  | 17  | 0  | .196 |
| Totaux | Totaux    | 373 | 1067 | 151 | 250 | 68 | 0  | 48 | 158 | 0  | .234 |

| Saison | Équipe    | G | AB | R | H | 2B | 3B | HR | RBI | SB | BA   |
| ------ | --------- | - | -- | - | - | -- | -- | -- | --- | -- | ---- |
| 2007   | Cleveland | 2 | 6  | 1 | 3 | 2  | 0  | 0  | 0   | 0  | .500 |
| 2010   | Tampa Bay | 3 | 9  | 0 | 0 | 0  | 0  | 0  | 0   | 0  | .000 |
| Totaux | Totaux    | 5 | 15 | 1 | 3 | 2  | 0  | 0  | 0   | 0  | .200 |

Note : G = Matches joués ; AB = Passages au bâton; R = Points ; H = Coups sûrs ; 2B = Doubles ; 3B = Triples ; 
HR = Coup de circuit ; RBI = Points produits ; SB = Buts volés ; BA = Moyenne au bâton.